# Breuil-le-Sec
Breuil-le-Sec är en kommun i departementet Oise i regionen Hauts-de-France i norra Frankrike. Kommunen ligger i kantonen Clermont som tillhör arrondissementet Clermont. År 2022 hade Breuil-le-Sec 2 526 invånare.

## Befolkningsutveckling
Antalet invånare i kommunen Breuil-le-Sec
| Referens: INSEE |